# Salvia scabiosifolia
Salvia scabiosifolia là một loài thực vật có hoa trong họ Hoa môi. Loài này được Lam. miêu tả khoa học đầu tiên năm 1792.